# Defense of Marriage Act
Das Defense of Marriage Act (auch als DOMA abgekürzt) ist der Name, der häufig auf ein Bundesgesetz der Vereinigten Staaten angewandt wird, das offiziell Pub. L. No. 104-199, 110 Stat. 2419 (Sept. 21, 1996) heißt und in 1 U.S.C. § 7 und 28 U.S.C. § 1738C niedergelegt ist. Das Gesetz hatte anfangs zwei Auswirkungen:
- Kein Bundesstaat der Vereinigten Staaten oder eine andere politische Unterteilung innerhalb der Vereinigten Staaten (Kommune, Territorium, Bezirk etc.) muss eine Verbindung zwischen Menschen des gleichen Geschlechts als Ehe behandeln oder Rechte daraus gewähren, selbst wenn die Verbindung in einem anderen Bundesstaat als Ehe gilt. (Absatz 2)[1]
- Für die Bundesregierung bezeichnet „Ehe“ eine rechtliche Verbindung zwischen Mann und Frau, und „Ehepartner“ ist eine Person des jeweils anderen Geschlechts. (Absatz 3)[2]

Absatz 3 des Gesetzes, der den Begriff der Ehe für Zwecke von Bundesrecht definiert, wurde im Juni 2013 durch den Obersten Gerichtshof der Vereinigten Staaten für verfassungswidrig erklärt. Absatz 2, der den Staaten freistellt, ob sie Ehen zwischen Personen gleichen Geschlechts anerkennen, ist davon nicht betroffen.

## Hintergrund
Nach dem 10. Zusatzartikel zur Verfassung der Vereinigten Staaten in Verbindung mit Artikel I, Absatz 8 der Verfassung der Vereinigten Staaten ist es nicht erlaubt, dass der Bund Kompetenzen im Bereich Familienrecht (z. B. Definition der Ehe) ausübt, sondern diese sind von den einzelnen Bundesstaaten zu regeln. 1993 entschied das oberste hawaiische Gericht (Baehr v. Lewin), der Staat könne ohne das Vortragen von gewichtigen Gründen die gleichgeschlechtliche Ehe nicht verbieten, und 1996 wurde erstinstanzlich entschieden, die vom Staat Hawaii vorgetragenen Gründe rechtfertigten nicht das Verbot der gleichgeschlechtlichen Ehe. Obwohl diese Entscheidung noch nicht rechtskräftig war, waren Verfechter der exklusiv-heterosexuellen Ehe besorgt, denn Artikel IV, Absatz 1 der Bundesverfassung schreibt vor, dass jeder Staat die Gesetze und Vorgänge der anderen Staaten anerkennen muss. So wurde das Defense of Marriage Act als Gesetzentwurf in den Kongress gebracht, als Ausdruck der damaligen politischen Kultur der USA, die gleichgeschlechtliche Ehen überwiegend ablehnte.
Das Gesetz erhielt am 12. Juli 1996 eine Mehrheit von 342:67 Stimmen im Repräsentantenhaus. Im Senat erhielt es am 10. September 1996 eine Mehrheit von 85:14 Stimmen; dabei wurde es von allen 53 Republikanern sowie 32 Demokraten (68 %) unterstützt. Das Gesetz wurde von US-Präsident Bill Clinton am 21. September 1996 unterschrieben.
Bevor das hawaiische Gerichtsverfahren 1999 höchstrichterlich abgeschlossen war und Rechtskraft erlangte, wurde die Verfassung Hawaiis im November 1998 geändert, um ein gesetzliches Verbot der gleichgeschlechtlichen Ehe explizit zu erlauben. So bestand das Defense of Marriage Act schon acht Jahre, bevor 2004 in Massachusetts die ersten gleichgeschlechtlichen Ehen in den USA rechtsgültig geschlossen wurden. Es folgten Kalifornien, Connecticut, Iowa, Vermont und New Hampshire, wobei diese Möglichkeit in Kalifornien durch eine Volksabstimmung wieder aufgehoben wurde.

## Bestrebungen zur Abschaffung

Populäres Symbol zum Zeichen der Ablehnung von Proposition 8 und DOMA, angelehnt an das blau/gelbe Logo der Human Rights Campaign.

### Politik
US-Präsident Barack Obama kündigte an, das Gesetz abschaffen zu wollen. Ein Gesetzesentwurf im Kongress sowie zwei Gerichtsverfahren zielten darauf ab, das Gesetz zumindest teilweise abzuschaffen.
In der Rechtssache Gill v. Office of Personnel Management reichte die Schwulenorganisation GLAAD am 3. März 2009 Klage gegen das Gesetz vor einem Bundesgericht ein. Nach ihrer Auffassung verstößt der Teil, der der Bundesregierung die Anerkennung von gleichgeschlechtlichen Ehen verbietet, gegen den Gleichheitssatz. In erster Instanz entschied das US District Court im Juli 2010, dass die wesentlichen Teile des DOMA verfassungswidrig sind. Das Urteil ist noch nicht rechtskräftig.
Auch Martha Coakley, Attorney General (Justizministerin) von Massachusetts, reichte am 8. Juli 2009 Klage ein. In der Sache Commonwealth v. United States Department of Health and Human Services vertritt sie die Ansicht, dass das Gesetz das Recht der Bundesstaaten verletzt, ihre eigene Definition der Ehe zu schaffen. Massachusetts war der erste US-Staat, der die gleichgeschlechtliche Ehe legalisierte.
Am 15. September 2009 brachte der Abgeordnete Jerry Nadler aus New York (Demokrat) den Respect for Marriage Act (Gesetz zur Respektierung der Ehe) in den Kongress ein. Dieses stellt den traditionellen Grundsatz wieder her, dass die Bundesregierung jede Ehe anerkennt, die in mindestens einem Bundesstaat oder einem Territorium gültig ist.

### Verfassungsrecht
Gegen die Konformität von DOMA mit der Verfassung der Vereinigten Staaten wurden verschiedene Einwände erhoben. Für die Beurteilung der Verfassungskonformität sind die Prinzipien der Rechtssicherheit (im 5. Zusatzartikel zur Verfassung der Vereinigten Staaten und 14. Zusatzartikel zur Verfassung der Vereinigten Staaten verankert) und der Gleichheitssatz wesentliche Überlegungen. Darüber könnte im Hinblick auf den zweiten Absatz des Gesetzes (Anerkennung durch andere Bundesstaaten) die Full Faith and Credit Clause in Artikel IV, Absatz 1 der US-Verfassung dem Gesetz entgegenstehen, die die gegenseitige Anerkennung von Regelungen und Rechten zwischen den Bundesstaaten vorschreibt.
Im Mai 2012 erklärte das Bundesberufungsgericht in Boston das DOMA für verfassungswidrig, im Oktober 2012 auch das Bundesberufungsgericht in New York.
Im März 2013 verhandelte der Oberste Gerichtshof der Vereinigten Staaten in Washington über die Verfassungsgemäßheit des Defense of Marriage Act. Am 26. Juni 2013 erklärte der Oberste Gerichtshof einen Teil des DOMA für verfassungswidrig. Zu entscheiden war nur, ob das Gesetz auf Bundesebene den Gleichbehandlungsgrundsatz verletzt. Über die Anerkennung der gleichgeschlechtlichen Ehe eines Staates in anderen Staaten entschied das Gericht nicht, so dass dieser Teil des Gesetzes in Kraft bleibt. Die Rechtsfolge ist deshalb, dass die Leistungen auf der Bundesebene in allen Staaten auch für gleichgeschlechtliche Ehen angewendet werden. Damit wird beispielsweise die gemeinsame Veranlagung von gleichgeschlechtlichen Ehepartnern bei der Einkommensteuer eingeführt und es gelten die gleichen Steuerfreibeträge in der Erbschaftssteuer.